# ماریا عزیزم
ماریا عزیزم (به انگلیسی: Maria My Darling) فیلمی هندی محصول سال ۱۹۸۰ و به کارگردانی دورای است. در این فیلم بازیگرانی همچون کمال حسن و سریپریا ایفای نقش کرده‌اند.